# Медведка (Удмуртия)
Медведка — деревня в Алнашском районе Удмуртии, входит в Азаматовское сельское поселение. Находится в 11 км к востоку от села Алнаши и в 81 км к юго-западу от Ижевска.
Население на 1 января 2008 года — 5 человек. В связи с общей убылью населения, планируется упразднение населённого пункта .
До 2004 года деревня Медведка имела статус починка.

## История
До 1909 года жители починка Медведка (деревни Медвежья) Елабужского уезда Вятской губернии состояли прихожанами Свято-Троицкой церкви села Варзи-Ятчи. После открытия прихода в селе Ключёвка при Вознесенской церкви, жители деревни стали прихожанами нового храма.
В 1921 году, в связи с образованием Вотской автономной области, починок передан в состав Можгинского уезда. В 1924 году при укрупнении сельсоветов Медведка вошла в состав Азаматовского сельсовета Алнашской волости. В 1929 году упраздняется уездно-волостное административное деление и починок причислен к Алнашскому району, в том же году в СССР начинается сплошная коллективизация, в процессе которой в Медведке образована сельхозартель (колхоз) «Путь».
- Желтиков Кирилл Спиридонович (1871 г.р.) — арестован 2 ноября 1937 года. Приговор: 10 лет.

В 1950 году проводится укрупнение сельхозартелей, образован колхоз «Решительный», в состав которого отошёл починок.
Постановлением Госсовета УР от 26 октября 2004 года починок Медведка Азаматовского сельсовета был преобразован в деревню Медведка. 16 ноября 2004 года Азаматовский сельсовет был преобразован в муниципальное образование «Азаматовское» и наделён статусом сельского поселения.